# Народно позориште Сарајево
Народно позориште Сарајево најстарија је и највећа позоришна кућа у Босни и Херцеговини и једна од најзначајнијих у Југоисточној Европи. Позориште је отворио српски драмски писац, књижевник, новинар и дипломата Бранислав Нушић, тадашњи начелник Уметничког одсека Министарства просвете. Нушић ће у периоду од 1925—1928. бити и управник Народног позоришта. Прва сезона Народног позоришта Сарајево свечано је отворена 22. октобра 1921. године. Свечаности отварања биле су у знаку поздравног говора Бранислава Нушића, док је у наредна два дана уз Нушићеву „Протекцију“ изведен и Молијереов „Уображени болесник“. Три вечери за редом извођени су музичко-драмски програми и тако је озваничен почетак рада куће.
Дана 9. новембра 1946. године започела је своју уметничку делатност Сарајевска опера, свечаном премијером опере „Продана невеста“ Беджиха Сметане. Тиме је учињен велики напредак у развијању музичке културе у Босни и Херцеговини.
Сарајевски балет основан је исте, 1946. године, али је своју прву самосталну представу „Жетва“ Бориса Папандопула извео тек 25. маја 1950, што је уједно био и почетак његовог правог професионалног постојања на сцени Народног позоришта.
Са више од 1600 драмских, оперских и балетских уметника, као и других професионалаца везаних за позоришну уметност, до 1996. године (када је обележено 75 година рада Народног позоришта Сарајево) изведено је 1040 драмских премијера, а реализована су 264 пројекта сарајевске Опере и Балета.
Народно позориште Сарајево део је Европске руте историјских театара (The european route of historic theatres), која има за циљ неговање културне баштине одабраних европских позоришта насталих између 1500. и 1900. године.

## Зграда Народног позоришта
Данашња зграда Народног позоришта првобитно је била „Друштвени дом“ који је 1897. године саградио чешки архитекта Карел Паржик, који је дао велики допринос урбанизацији и изградњи Сарајева за време аустроугарске окупације.